# Hövej
Hövej (em croata: Huvlja) é um município da Hungria, situado no condado de Győr-Moson-Sopron. Tem 8,52 km² de área e sua população em 2015 foi estimada em 288 habitantes.